# Gilbert (Arizona)
Gilbert nagyváros az USA Arizona államában, Maricopa megyében. Lakosainak száma 267 918 fő (2020. április 1.).

## Népesség
A település népességének változása:

| 2010 | 208 453 |
| 2020 | 267 918 |